# Didelta longicaudatum
Didelta longicaudatum is een rondwormensoort uit de familie van de Linhomoeidae. De wetenschappelijke naam van de soort is voor het eerst geldig gepubliceerd in 1969 door Vitiello.